# Stefan Schwarz (Autor)
Stefan Schwarz (* 26. Februar 1965 in Potsdam) ist ein deutscher Journalist und Schriftsteller.

## Leben und Werk
Stefan Schwarz wuchs in Schwerin auf und lebte später unter anderem in Erfurt und Berlin.
Sein Vater war der Generalmajor des Ministeriums für Staatssicherheit (MfS) Josef Schwarz. Schwarz begann mit 18 Jahren die Ausbildung beim MfS in der Hauptverwaltung Aufklärung und studierte in Leipzig Journalistik. Als Offiziersanwärter wurde er Ende März 1990 entlassen. Als freier Journalist arbeitete er danach unter anderem für die DAZ (Die Leipziger Andere Zeitung) und die taz. Diese druckte im Frühjahr 1991 eine Liste früherer Stasi-Offiziere. Unwissentlich enttarnte die Zeitung so ihren eigenen Mitarbeiter und entließ ihn daraufhin. Zu seinem Umgang mit diesem Thema merkte Schwarz in einem Interview im August 2022 im Nordkurier an: „Das war eine bewusste Entscheidung. Man kann darüber nachlesen, und ich antworte, wenn ich gefragt werde, aber ich ziehe damit nicht durch die Talkshows. Ich wollte immer, dass die Leute mich als Stefan Schwarz wahrnehmen, ich bin seit 30 Jahren Schriftsteller und Humorist. … Ich finde die Beschäftigung mit der Vergangenheit der DDR, die noch lange nicht zu Ende geschrieben ist, extrem wichtig. Aber ich glaube nicht, dass man das durch reines Aktenstudium erreichen kann. Darauf die berufliche Existenz von Menschen zu gründen, finde ich fragwürdig.“
Schwarz wurde mit humorigen Kolumnen und Satire-Romanen über das zeitgenössische Familienleben aus der Sicht von Männern bekannt, die unter anderem in der Monatszeitschrift Das Magazin veröffentlicht werden. Er veröffentlichte Kolumnenbände wie Ich kann nicht, wenn die Katze zuschaut (2008) und Romane wie Das wird ein bisschen wehtun (2012) oder Oberkante Unterlippe (2016). Die Verfilmung seines Romandebüts Hüftkreisen mit Nancy wurde 2019 im ZDF ausgestrahlt. Auch für Unser Sandmännchen und Die Sendung mit der Maus hat er Geschichten geschrieben. Er tritt regelmäßig mit Lesungen auf. Für die ARD-Serie Sedwitz schrieb er mit dem Regisseur Paul Harather das Drehbuch mit aberwitzigen Geschichten im thüringisch-fränkischen Grenzgebiet des Jahres 1988.
In seinem Buch Bis ins Mark. Wie ich Krebs bekam und mein Leben aufräumte (2022) erzählt Schwarz von seiner Knochenmark-Krebserkrankung und der Therapie.
Er lebt mit Frau und Kindern in Leipzig.

## Werke
- Expertengespräche: das zweite Sprechfunk-Lesebuch (Gemeinsam mit Jürgen Kuttner), Schwarzkopf und Schwarzkopf, Berlin 1996.
- Die Märker pauschal. Humoristische Darstellung der Brandenburger, Fischer: Frankfurt am Main 1999, ISBN 3-596-14385-3.
- War das jetzt schon Sex? Frauen, Familie und andere Desaster, Seitenstraßen-Verlag: Berlin 2003, ISBN 3-937088-00-8; Goldmann Tb, München 2005.
- Die Kunst, als Mann beachtet zu werden – wie man Frauen, Kinder und die eigenen Eltern erzieht Seitenstraßen, Berlin 2005, ISBN 978-3-937088-02-0
- Mann in Not: wie man Frauen, Kinder und die eigenen Eltern erzieht Goldmann: München 2007.
- Ich kann nicht, wenn die Katze zuschaut : Neue schreckliche Einzelheiten aus dem Leben eines Mannes von mittlerer Statur Seitenstraßen-Verlag: Berlin 2008.
  - Ich Kann Nicht, Wenn Die Katze Zuschaut, Mon-Music-CD gelesen von Stefan Schwarz, Comedy auf dem BuschFunk-Label, Berlin 2010.[9]
- Hüftkreisen mit Nancy, Rowohlt: Berlin 2010, ISBN 978-3-87134-674-3.[10]
- Ich höre dir zu, Schatz, Seitenstraßen-Verlag: Berlin 2011.
- Das wird ein bisschen weh tun, Rowohlt: Berlin 2012[11]
- Die Großrussin, Rowohlt: Berlin 2014, ISBN 978-3-87134-760-3.
- Wir sollten uns auch mal scheiden lassen, Seitenstraßen-Verlag: Berlin 2015, ISBN 978-3-937088-11-2.
- Oberkante Unterlippe, Rowohlt: Berlin 2016, ISBN 978-3-87134-759-7
- Als Männer noch nicht in Betten starben. Deutsche Heldensagen . Rowohlt Berlin, Berlin 2018, ISBN 978-3-7371-0035-9.
- Der kleine Gartenversager. Vom Glück und Scheitern im Grünen. Aufbau Verlag GmbH, Berlin 2019, ISBN 978-3-351-03770-3.
- Voller Wermut blicke ich auf mein Leben zurück. Seitenstraßen Verlag GmbH, Berlin 2020, ISBN 978-3-937088-30-3
- Da stimmt was nicht. Roman. Rowohlt Berlin, Berlin 2021, ISBN 978-3-7371-0093-9.[12]
- Bis ins Mark. Wie ich Krebs bekam und mein Leben aufräumte. Rowohlt Berlin, Berlin 2022, ISBN 978-3-7371-0128-8.